# Povijest Paragvaja
Povijest Paragvaja seže duboko u prošlost.
Gotovo, da nema dokumentiranih istraživanja arheoloških nalazišta u Paragvaju, iz vremena prije otkrića Amerike. Ali je sigurno da su istočni dijelovi zemlje bili naseljeni Guaraní Indijancima, skoro 1000 godina prije španjolskih osvajanja.
Prvi španjolski naseljenici došli su na ovaj teritorij u 16. stoljeću. To su prije svega bili mladi muškarci, a pratilo ih je nekoliko žena.
Povijest iz kolonijalnog razdoblja bila je praćena s nekoliko turbulentnih događaja. Kolonija je bila ekonomski nevažna za španjolsku krunu, a udaljenost glavnog grada od novih gradova na kontinentu, dovela je od izoliranosti ovog teritorija. Od proglašenja neovisnosti od Španjolske, 1811. g. zemljom vladuju diktatorski režimi, počevši od utopijskog režima José Gaspara Rodrígueza de Francije do vladavine Francisca Solana Lópeza, koji je potpuno opustošio zemlju u Paragvajskom ratu protiv udruženih snaga Brazila, Argentine i Urugvaja koji je trajao od 1865. do 1870. g. Takozvani Rat Trojnog Saveza, skoro je doveo Paragvaj do uništenja, ali je i doveo do stvaranja dvostranačkog sustava koji traje do danas.
Imajući političku nestabilnost u prva tri desetljeća 20. stoljeća, Paragvaj je ponovo ušao u rat, ovoga puta s Bolivijom. Od 1932. do 1935. g. skoro 30,000 Paragvajaca i 65,000 Bolivijaca poginulo je u borbama oko regije Chaco.
Današnji Paragvajci s ponosom gledaju na svoju prošlost i na to kako su preživjeli razorne ratove i uspjeli obnoviti zemlju.
Od 1870. do 1954. g. zemlja je promijenila 44 predsjednika; od toga su 24 s vlasti otišla nasilnim putem. General Alfredo Stroessner je 1954. g. uspio uz pomoć vojske i stranke Colorado svrgnuti dotadašnji režim. Vladao je kao diktator do 1989. g. Došlo je do velikog raslojavanja između bogatih i siromašnih. Nakon 1989. godine, situacija se popravila i teži se demokratskom upravljanju državom, ali uz poteškoće.